# Damnik (Urbanowice)
Damnik – przysiółek wsi Urbanowice w Polsce, położony w województwie opolskim, w powiecie kędzierzyńsko-kozielskim, w gminie Pawłowiczki.
W latach 1975–1998 przysiółek administracyjnie należał do ówczesnego województwa opolskiego.